# László Köteles
László Köteles (ur. 1 września 1984 w Segedynie) – węgierski piłkarz występujący na pozycji bramkarza. W 2018 zakończył karierę piłkarską. W sezonie 2007/08 zdobył nagrodę dla najlepszego bramkarza ligi węgierskiej.